# Felipe Santiago Xicoténcatl
Felipe Santiago Xicoténcatl (* 1. Mai 1804 in San Bernardino Contla, Tlaxcala; † 13. September 1847 in Mexiko-Stadt) war ein mexikanischer General.
Nach dem mexikanischen Unabhängigkeitskrieg trat Xicoténcatl 1829 als Leutnant in die Armee ein. Xicoténcatl wurde 1843 zum Oberstleutnant befördert. Im Verlauf des Mexikanisch-Amerikanischen Krieges kommandierte er das Batallón de San Blás. Xicoténcatl wurde in der Schlacht von Chapultepec getötet.